# 爱国启蒙运动
爱国启蒙运动（：／ Aeguk Gyemong Undong ?），又称爱国文化启蒙运动，是朝鲜大韩帝国末期的社会运动，以“自强”和“独立”为口号，旨在通过振兴产业和教育，以期挽救大韩帝国的自主独立。
爱国启蒙运动的思潮最初源于1896年成立的独立协会。甲午战争后，朝鲜脱离中华朝贡体系，成为独立国家。独立协会宣扬西式民主政治及启蒙思想，于1898年被取缔。朝鲜独立后，仍受俄国和日本势力渗透，因此产生保护朝鲜国家独立自主的自强思潮，在政治、教育、媒体、宗教和经济领域推广西方启蒙思想，推进西方化。日俄战争后，日本逐渐控制朝鲜，掌握交通和通信部门。为争取自主，元世性、宋秀萬等人成立保安会，主张反对日本渗透，但被亲日的维新会打压而被迫解散。1905年，李儁、梁漢默、尹孝定成立宪政研究会，宣传启蒙思想和独立精神，同时反对亲日团体一进会的主张。
1905年《乙巳条约》签订后，大韩帝国沦为日本保护国，爱国知识界发起全国规模的爱国启蒙运动，主要代表人物有张志渊、朴殷植、申采浩、周时经等。1906年，张志渊等人成立大韩自强会，以自强为名继续领导启蒙运动。同时，各地也成立西友学会、汉北学会、畿湖兴学会、湖南学会、关东学会和岭南学会等启蒙团体。1907年成立的新民會也是重要的启蒙运动组织，组建了五山學校和大成学校，亦成立公司和书店，刊发日报宣传启蒙思想。启蒙组织主张通过振兴农工商业和教育，培养爱国精神、学习西方技术，来实现国家的自主独立，有《教育不兴无法生存》《论自强主义》《无能兽论》《爱国论》等政治评论文章。文化上，出现新编教科书和提倡女子教育的思潮，开启国文运动，提倡使用本国谚文。新成立的国文研究会，试图将朝鲜语规范化、体系化。文学获得发展，出现使用白话的启蒙小说和新体诗，主题常体现救亡思想。
1907年，高宗让位，大韩自强会因为主张反对而被统监府勒令解散。其后继组织为大韩协会，于1910年日韩合并后解散。日韩合并令朝鲜国内一切社团活动被迫停止，爱国启蒙运动也就此终止。